# Lomnitsa (Dobritsj)
Lomnitsa (Bulgaars: Ломница) is een dorp in de Bulgaarse gemeente Dobritsjka, oblast Dobritsj. Het dorp ligt hemelsbreed 13 km ten noordoosten van de regionale hoofdstad Dobritsj en 383 km ten noordoosten van Sofia. 

## Bevolking
Het inwonertal halveerde van 666 inwoners in 1965 tot een minimum van 303 inwoners in 2020.
|  |

Het dorp heeft een gemengde bevolking. Er is geen enkele groep die de meerderheid vormt. 
| Etnische samenstelling van de respondenten (2011) | Etnische samenstelling van de respondenten (2011) | Etnische samenstelling van de respondenten (2011) | Etnische samenstelling van de respondenten (2011) | Etnische samenstelling van de respondenten (2011) |
| ------------------------------------------------- | ------------------------------------------------- | ------------------------------------------------- | ------------------------------------------------- | ------------------------------------------------- |
|                                                   |                                                   |                                                   |                                                   |                                                   |
| Bulgaren                                          | Bulgaren                                          |                                                   | 23,4%                                             | 23,4%                                             |
| Turken                                            | Turken                                            |                                                   | 38,3%                                             | 38,3%                                             |
| Roma                                              | Roma                                              |                                                   | 19,5%                                             | 19,5%                                             |
| Anders/Onbekend                                   | Anders/Onbekend                                   |                                                   | 18,8%                                             | 18,8%                                             |